# Казанский, Геннадий Сергеевич
Геннадий Сергеевич Каза́нский (1910 —  1983) — советский кинорежиссёр. Заслуженный деятель искусств РСФСР (1974). 

## Биография
Геннадий Сергеевич Казанский родился 18 ноября (1 декабря) 1910 года в Воронеже. В 1930 году окончил курсы искусствоведения при Ленинградском институте истории искусств. Был ассистентом по курсу киноигры в Ленинградском техникуме сценических искусств. В кино с 1931 года. Работал на киностудии «Ленфильм», вначале помощником и ассистентом режиссёра, с 1937 года — как режиссёр-постановщик.
Во время войны вместе с другими сотрудниками «Ленфильма» и «Мосфильма» находился в эвакуации в Алма-Ате, где работал на Центральной объединённой киностудии художественных фильмов (ЦОКС), затем — на «Мосфильме». При этом по свидетельству режиссёра Леонида Трауберга, Казанского в Алма-Ате с ними не было.
В 1944 году вернулся в Ленинград и продолжил работу на «Ленфильме». С 1946 по 1947 был сотрудником Ашхабадской киностудии, затем снова вернулся на «Ленфильм», где проработал всю оставшуюся жизнь.
В 1956 году поставил детский фильм «Старик Хоттабыч» по одноимённой сказке Лазаря Лагина. Картина завоевала ряд призов на международных фестивалях и пользовалась такой популярностью, что её показывали не только на «детских», но и на «взрослых» киносеансах.
Фильм «Человек-амфибия», начатый Владимиром Чеботарёвым, стал одним из самых кассовых фильмов за всю историю советского кинематографа (11 место): в год выхода он собрал 65,4 миллиона зрителей. В поздних интервью Чеботарёв утверждал, что Казанский фактического участия в работе не принимал и был прислан руководством «для дисциплины». Согласно книге «К вопросу об Ихтиандре», посвящённой фильму, Казанский действительно присоединился к команде уже после всех подготовительных работ, проб, выбора натуры, уличных съёмок в Баку и значительной части съёмок в Крыму. Он должен был заменить впавшего в немилость Чеботарёва, однако, не имея специальной подготовки к подводным съёмкам, ограничился лишь несколькими павильонными сценами. Член КПСС с 1964 года.
Умер 14 сентября 1983 года. Похоронен на Богословском кладбище в Санкт-Петербурге.

## Фильмография
- 1937 — Тайга золотая (совместно с М. А. Руфом)
- 1953 — Римский-Корсаков (совместно с Г. Л. Рошалем)
- 1953 — Горячее сердце
- 1955 — Дело (совместно с Н. П. Акимовым)
- 1956 — Старик Хоттабыч
- 1959 — Не имей 100 рублей…
- 1960 — И снова утро
- 1961 — Человек-амфибия (совместно с В. А. Чеботарёвым)
- 1962 — Грешный ангел
- 1965 — Музыканты одного полка (совместно с П. П. Кадочниковым)
- 1966 — Снежная королева
- 1970 — Угол падения (режиссёр и автор сценария)
- 1972 — Ижорский батальон (режиссёр и автор сценария)
- 1974 — Незнакомый наследник (совместно с О. И. Дашкевичем)
- 1975 — Новогодние приключения Маши и Вити (совместно с И. В. Усовым)
- 1979 — Инженер Графтио

### Прочее
- 1932 — Встречный (ассистент режиссёра)
- 1935 — Секрет фирмы (ассистент режиссёра)